# Get Big
Get Big – drugi studyjny album amerykańskiego rapera Dorrough, wydany 7 września, 2010 roku.

## Lista utworów
1. "Sold Out"
2. "Get Big" (featuring Nitti)
3. "M.I.A."
4. "Get 'Em Live" (featuring Jim Jones)
5. "Skit" (featuring Lil Duval)
6. "Hell of a Night"
7. "In the Morning"
8. "Handcuffs" (featuring Slim Thug)
9. "Breakfast in Bed" (featuring Ray J)
10. "Ahh Yeah"
11. "Hood Chick Fetish" (featuring Yo Gotti)
12. "Freaky" (featuring Tomeka Pearl)
13. "Trouble"
14. "My Name"
15. "Si Si I Like"
16. "Way Better" (featuring Juvenile)

iTunes bonus tracks
1. "Number 23"
2. "Hood Chick Fetish" (Instrumental)
3. "Get Big" (Instrumental)